# Samborówko
Samborówko (niem. Adlig Bergfriede) – osada w Polsce, położona w województwie warmińsko-mazurskim, w powiecie ostródzkim, w gminie Ostróda.
Do 2024 r. miejscowość była częścią wsi Samborowo. W latach 1975–1998 Samborówko administracyjnie należało do województwa olsztyńskiego.